# Burton Rice
Burton Rice, né à Riverside (Illinois), banlieue de Chicago, le 15 avril 1894 et mort à Paris 14e le 4 avril 1977, est un dessinateur, illustrateur, photographe et affichiste américain, également connu sous le nom de Dynevor Rhys.

## Biographie
Neveu de l'écrivain Wallace Rice (en) et cousin germain de Cecil Spring Rice, Burton Rice, originaire de l'Illinois, entre à l'École de l'Art Institute of Chicago en 1914. Il expose l'année suivante lors de la 19e Exhibition of Works by Chicago Artists organisée par l'AIC.
La signature de Burton Rice apparaît vers 1915 dans le Modern Art Collector Magazine, un trimestriel publié à New York. Par la suite, en février 1916, Burton Rice devient le directeur artistique de la division publicitaire de Universal Pictures, la Bluebird Photoplays, basée à Manhattan, et à ce titre produit de nombreuses affiches utilisant une riche palette de couleurs.
En décembre 1916, The Moving Picture World annonce que Rice rejoint l'American Volunteer Motor Ambulance Corps (en) sur le front français, puis de Paris et de Londres enverra des dessins aux journaux, afin de témoigner de l'effort de guerre. De fait, il exécutera plusieurs affiches encourageant les dons en faveurs des armées alliées. L'engagement de Burton Rice répond à la demande de son cousin, le diplomate Cecil Spring Rice, ambassadeur du Royaume-Uni aux Etats-Unis.
Sa signature apparaît ensuite entre janvier et août 1917 dans The Moving Picture Weekly comme artiste correspondant à Paris.
En 1918, il fonde avec Raymond Cavanaugh, ancien directeur de la publicité pour Universal Industry, l'agence Rice-Canavaugh Inc., et travaille entre autres pour Rialto De Luxe Production et Pathé. L'association prend fin en février 1919.
En 1920, il s'associe à l'artiste Julian E. O'Donnell (1894-1963) pour fonder une agence artistique.
Le 16 novembre 1923, son atelier new-yorkais situé sur 41 West Eight Street est ravagé par les flammes dans un incendie qui blesse ses trois élèves, H. L. Graf, Gertrude Euphrate et Edith de Tackas.
Après cette date, il commence à utiliser comme signature « Dynevor Rhys », composant des couvertures pour des magazines comme The Delineator (en), Printers’ Ink (en) et Advertising & Selling, et livre des dessins à Harper's Bazaar et au Ladies' Home Journal. Il fait régulièrement le voyage entre New York et Paris, ville qu'il affectionne particulièrement.  
Il s'installe durablement à Paris au plus tard à partir de 1934 et habite, au moins depuis 1936, et jusqu'à son décès en 1977 au 15 rue du Cherche midi dans le 6e arrondissement. 
Il se spécialise dans la photographie de mode, en créant le Studio Dorvyne (anagramme de son pseudonyme, Dynevor), sans doute à partir de 1934, date à laquelle les première photographies publiées dans des journaux sont créditées du nom « Dorvyne » ou « Studio Dorvyne », le succès de ce studio est tel qu'il est transformé en 1939 en société anonyme au capital de 100 000 francs dont il est l'administrateur. 
Il parvient à quitter la capitale française peu avant juin 1940.
Début 1942, il s'engage au moment de l'entrée en guerre des États-Unis et travaille pour le Département du Commerce des États-Unis. Il fait partie des fondateurs de l'American Shakespeare Fellowship, la branche américaine qui prend le relais à partir de 1939 de la société mère britannique.
Après 1945, il livre des photographies à  Good Housekeeping, Woman's Home Companion, et Life et continue de d'être actif dans le Studio Dorvyne, certaines des photos livrées au magazine Claudine en 1947 sont signées « Rhys Dorvyne ».
Il réside de nouveau à Paris, à partir de 1947, au 15 de la rue du Cherche-Midi, Il est encore à cette adresse en 1960,, et c'est là qu'il décède le 4 avril 1977, en tant que retraité et célibataire.

## Travail photographique
- La période 1934-1939

Les premières photographies sont marquées par un aspect essentiellement utilitaire. Les poses des mannequins, fréquemment de profil, et les éclairages homogènes, dans des décors banals et standardisés ont un aspect utilitariste mettant en avant la présentation des vêtements. Mais, dès la fin de l'année 1934, au moment où s'engagent les collaborations avec les plus grandes maisons de couture de l'époque (Lanvin, Patou, Schiaparelli, Carven, Hermes, notamment), Robert Rice construit un style marqué par un travail des éclairages et des poses dans un style que l'on peut qualifier "d'expressionniste adouci" : il use des contrastes sans excès, au service d'images reposant sur des formes géométriques simples, telles que la croix ou le triangle. Il réalise dès cette époque, dans le même style, quelques photographies de nus artistiques, très réussies.
- La période 1946-1953

Le succès des années 1930 ne se confirme pas après la guerre dans le domaine de la mode. S'il réalise encore quelques clichés, notamment pour les magazines Elle ou Claudine, il est très vite cantonné à des images utilitaires, le plus souvent de mobilier ou d'éléments de décoration. En revanche, il entame une collaboration fructueuse avec le magazine Cinémonde, pour lequel il réalise de nombreuses photographies de couverture. À cette fin, il utilise dès son apparition en 1951 le film Ektachrome de Kodak. Si les résultats sont parfois banals, il parvient en travaillant la colorimétrie de la pellicule à quelques images très originales qui combinent son attrait pour la géométrie simple avec les ressources de la couleur. Il poursuit en revanche son travail en noir et blanc dans le cadre de portfolios de nus artistiques dans lesquels il est associé à d'autres photographes majeurs comme Brassaï.

## Exemples de créations graphiques

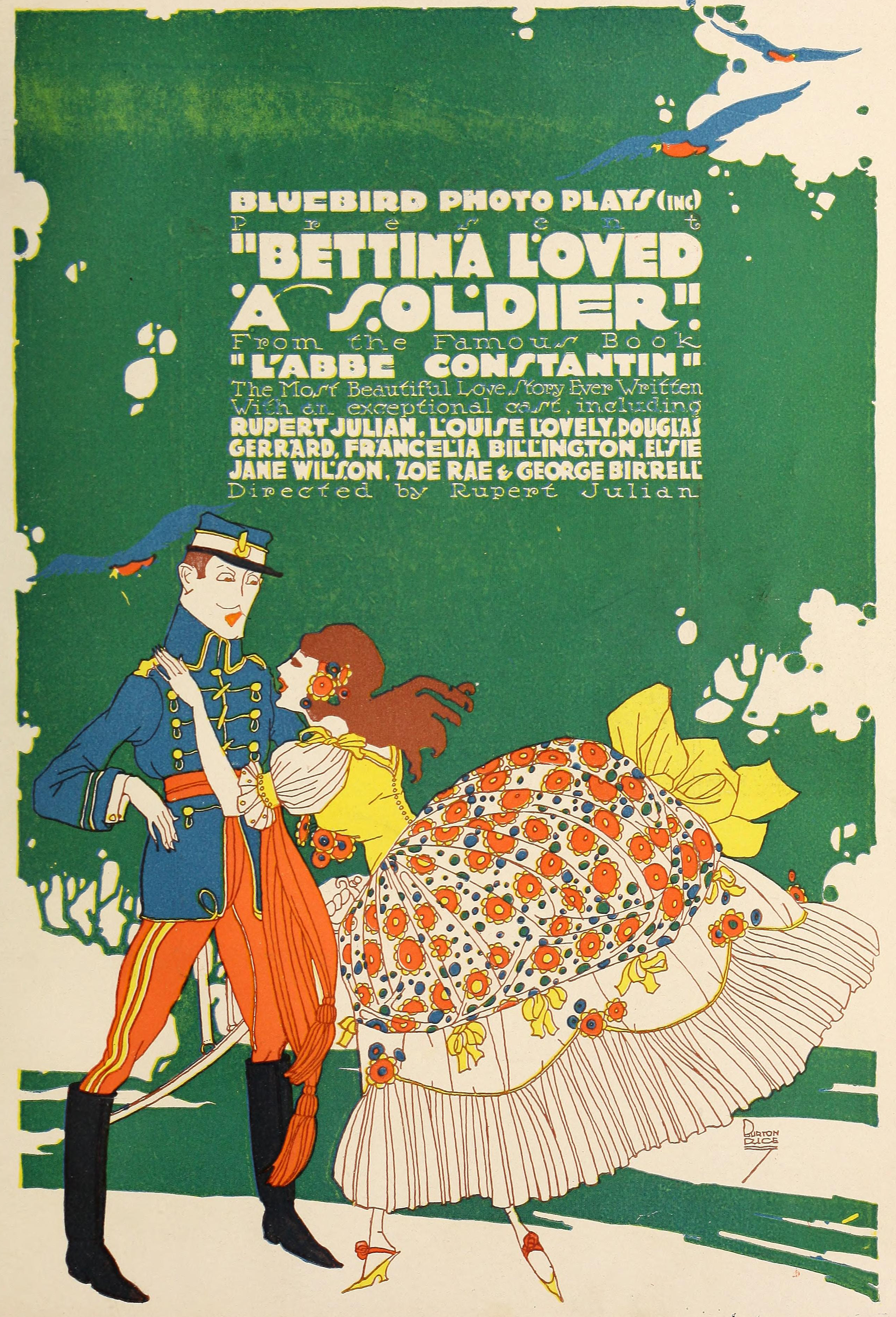
Bettina Loved a Soldier (en) (1916), adaptation par Henry MacRae d'un roman de Ludovic Halévy, L'Abbé Constantin
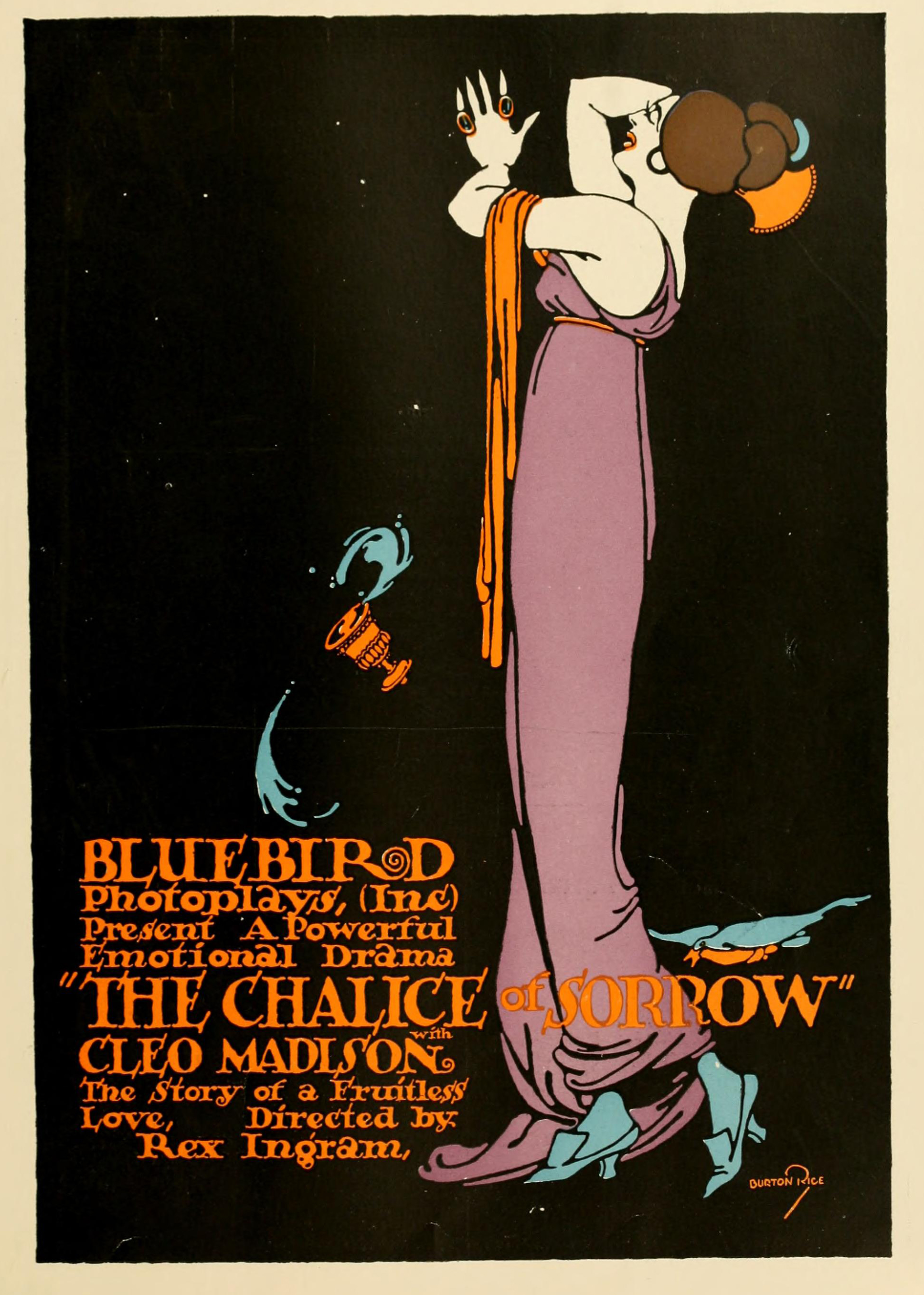
Affiche pour The Chalice of Sorrow, film de Rex Ingram avec Cleo Madison
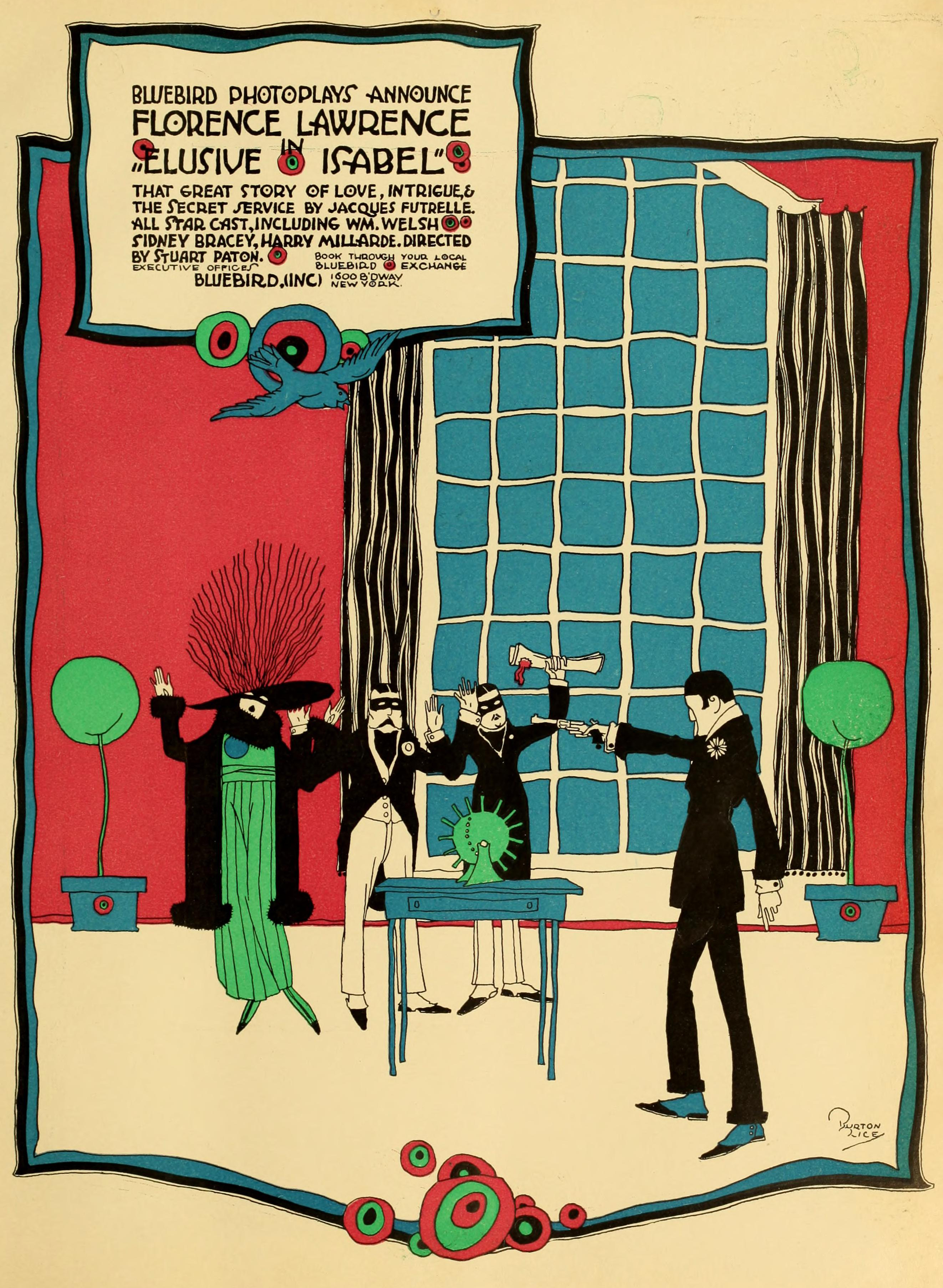
Affiche pour le film Elusive Isabel de Stuart Paton, adaptation du roman écrit par Jacques Futrelle, Elusive Isabel (en)
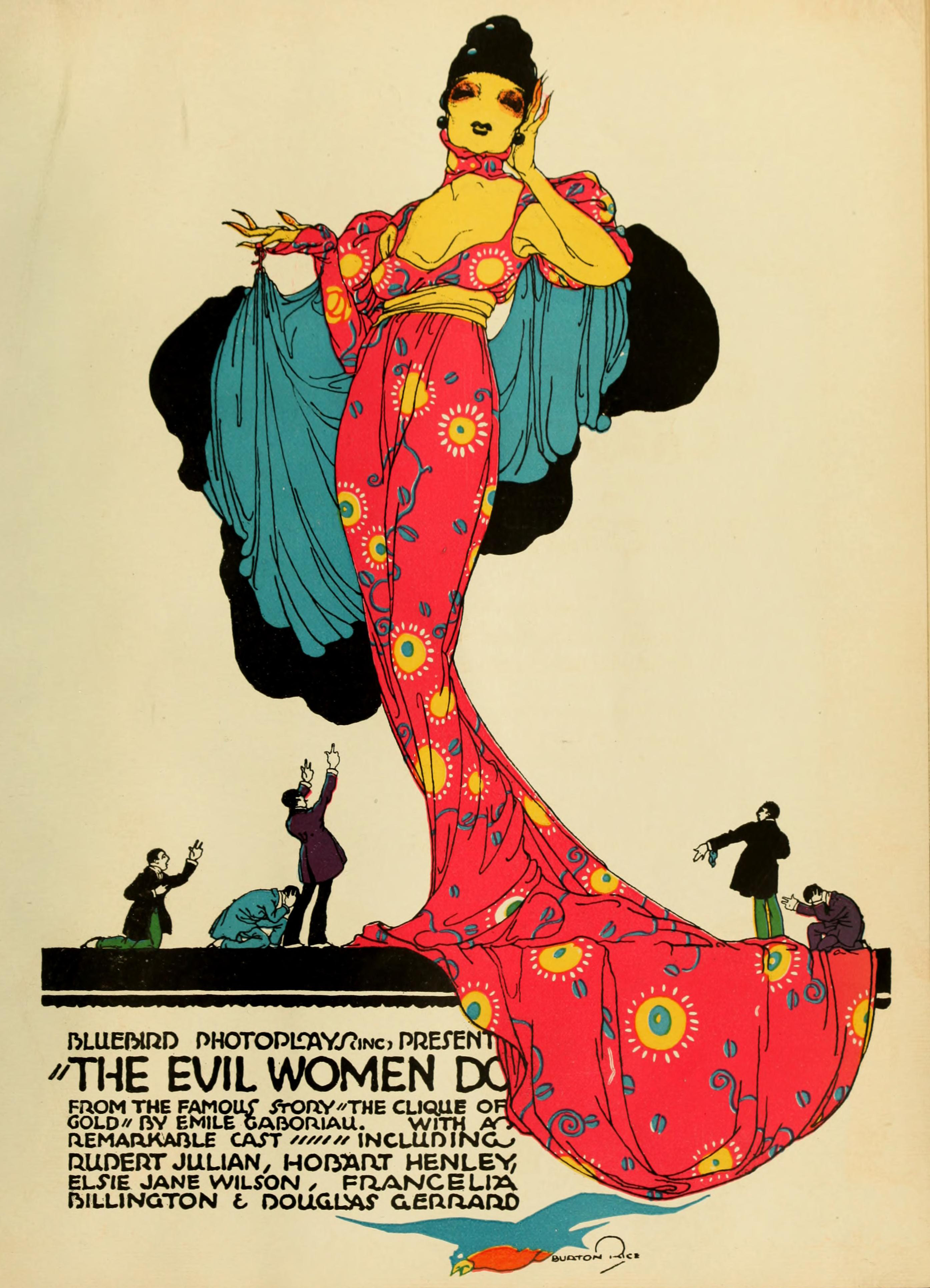
Affiche pour The Evil Women Do (it) de Rupert Julian
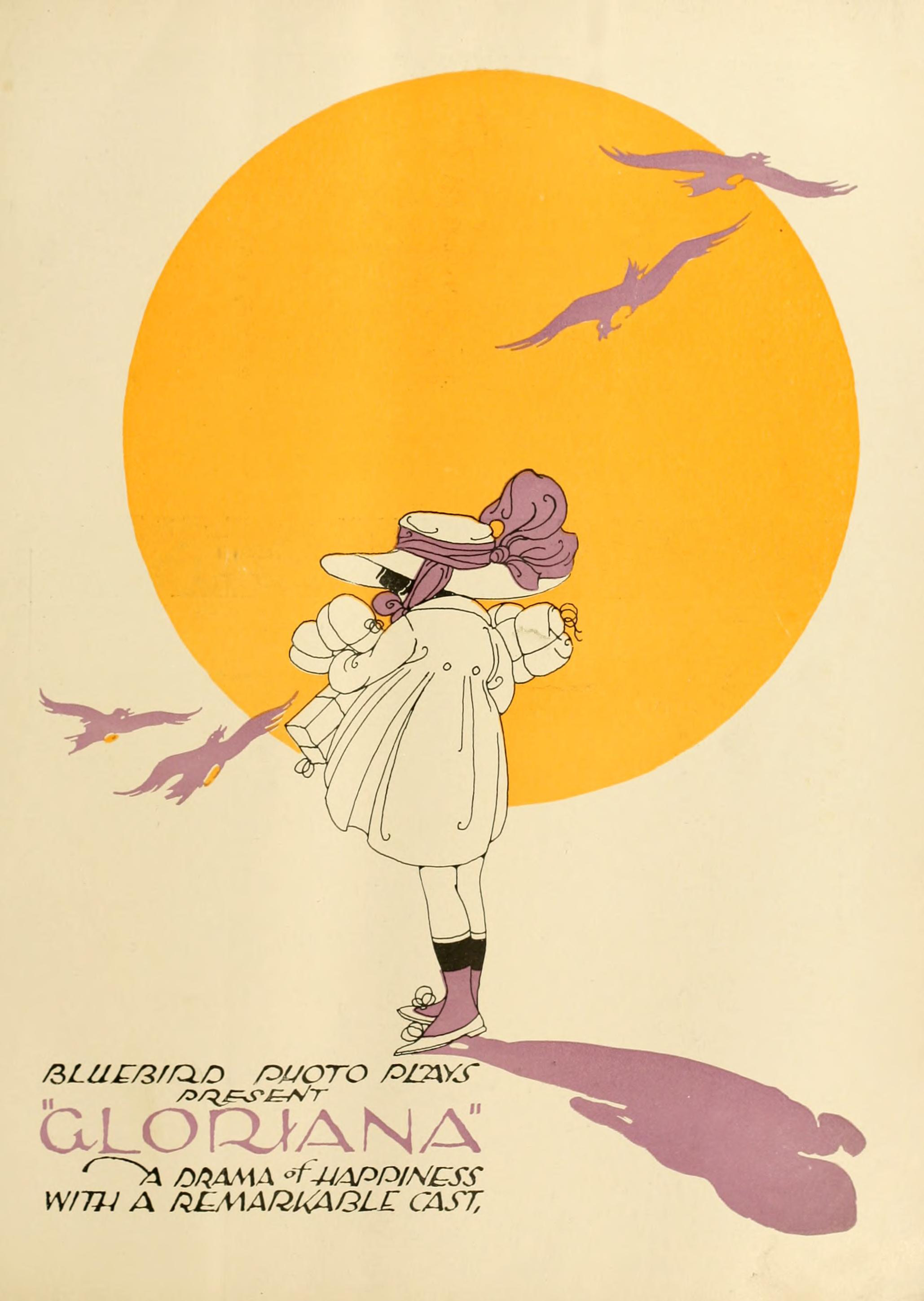
Affiche pour Gloriana de E. Mason Hopper
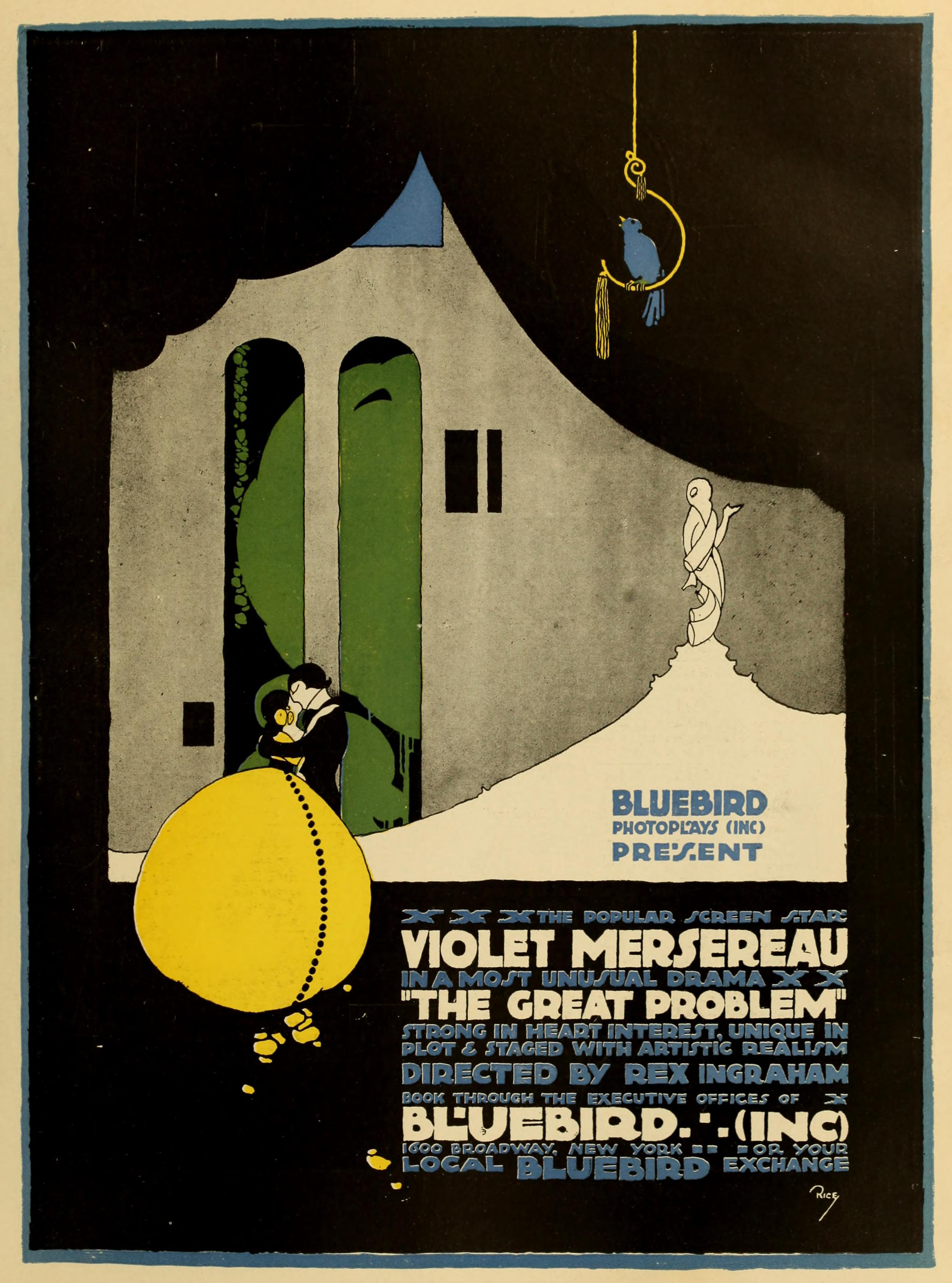
Affiche pour le film The Great Problem, avec Violet Mersereau
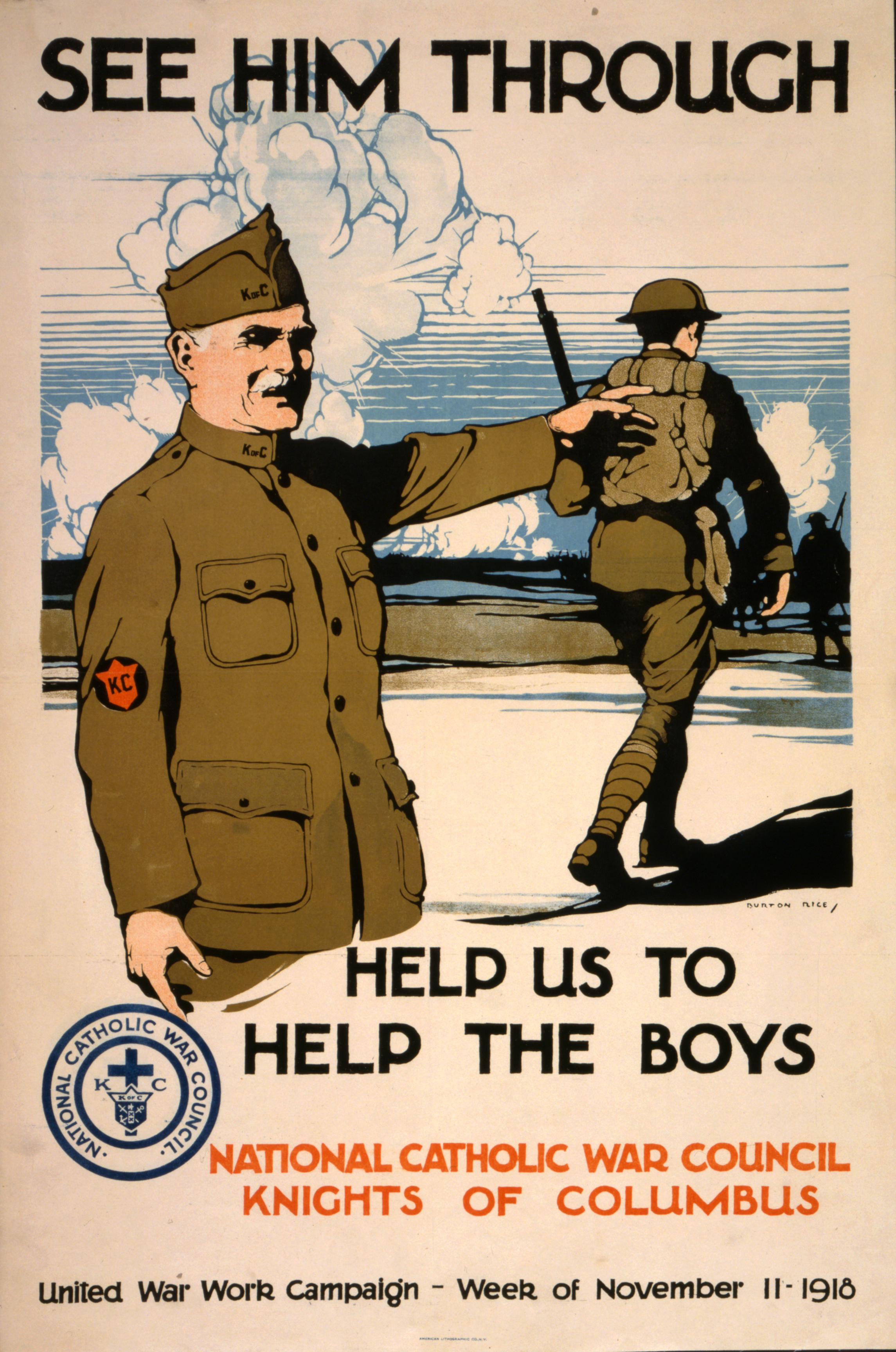
Affiche de mobilisation des chevaliers de Colomb (1918)
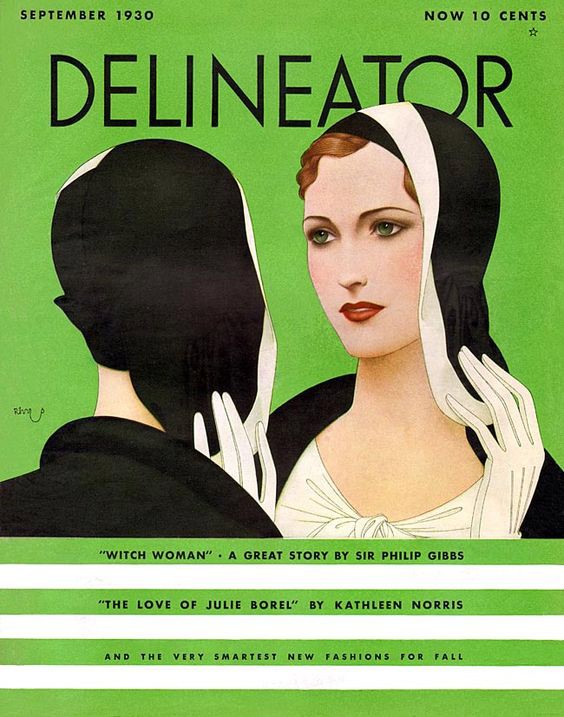
Couverture de Delineator, septembre 1930